# 柳原駅 (長野県)
柳原駅（やなぎはらえき）は、長野県長野市大字柳原にある長野電鉄長野線の駅である。駅番号はN10。

## 歴史
- 1926年（大正15年）
  - 6月28日：長野電気鉄道により開業。
  - 9月30日：長野電鉄の駅となる。

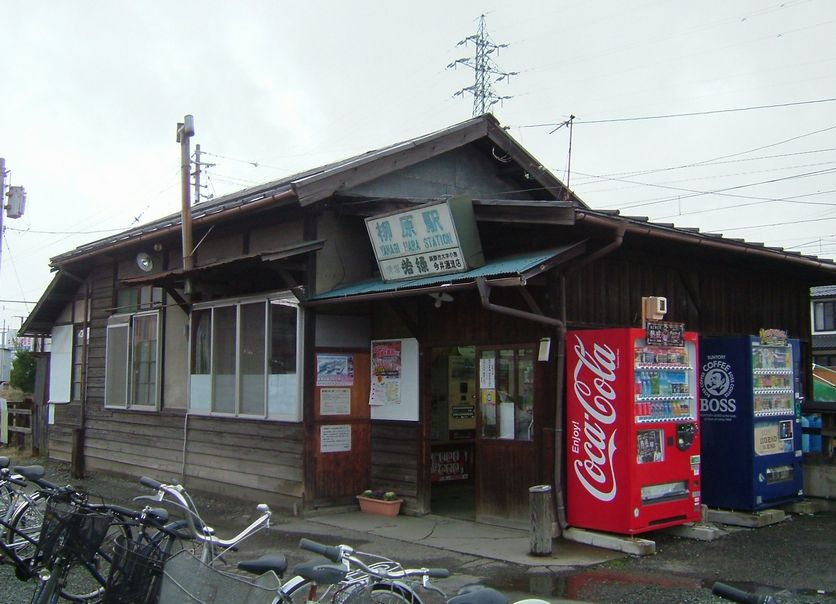
旧駅舎（2007年11月）

- 1968年（昭和43年）4月1日：貨物営業廃止。
- 2007年（平成19年）11月 - 12月：ホームのかさ上げ、スロープ設置工事が行われる。
- 2012年（平成24年）3月19日：駅舎改築。
- 2019年（令和元年）10月1日：この日をもって終日無人駅となる[2]。ただし当面の間平日夕方に臨時集札を実施する[2]。

## 駅構造
島式ホーム1面2線を有する地上駅。かつては留置線を有していたが、現在は撤去されている。
2007年に構内自動放送設備が新設され、早朝・夜間を除いて列車接近・通過案内放送が入り、また待合室外の案内表示機も連動して接近・通過案内を表示するようになった。2012年には駅舎の改築が行われた。旧駅舎に掲げられていた駅名板などは新駅舎内に保存されている。
例年5月下旬に満開となるあやめの花が駅の名物となっていたが、ながでんウェルネスのデイサービス施設の建設に伴い2011年以降は植えられていない。
有人駅として営業してきたが、2019年に無人化され、問い合わせ用のインターホンと監視カメラが新たに設置された。ただし、当分の間平日17時から19時の間は集札精算を行う係員が配置されることになっている（出改札業務は行わない）。

### のりば
| 番線 | 路線    | 方向 | 行先                       |
| ---- | ------- | ---- | -------------------------- |
| 1    | ■長野線 | 下り | 須坂・信州中野・湯田中方面 |
| 2    | ■長野線 | 上り | 長野方面                   |

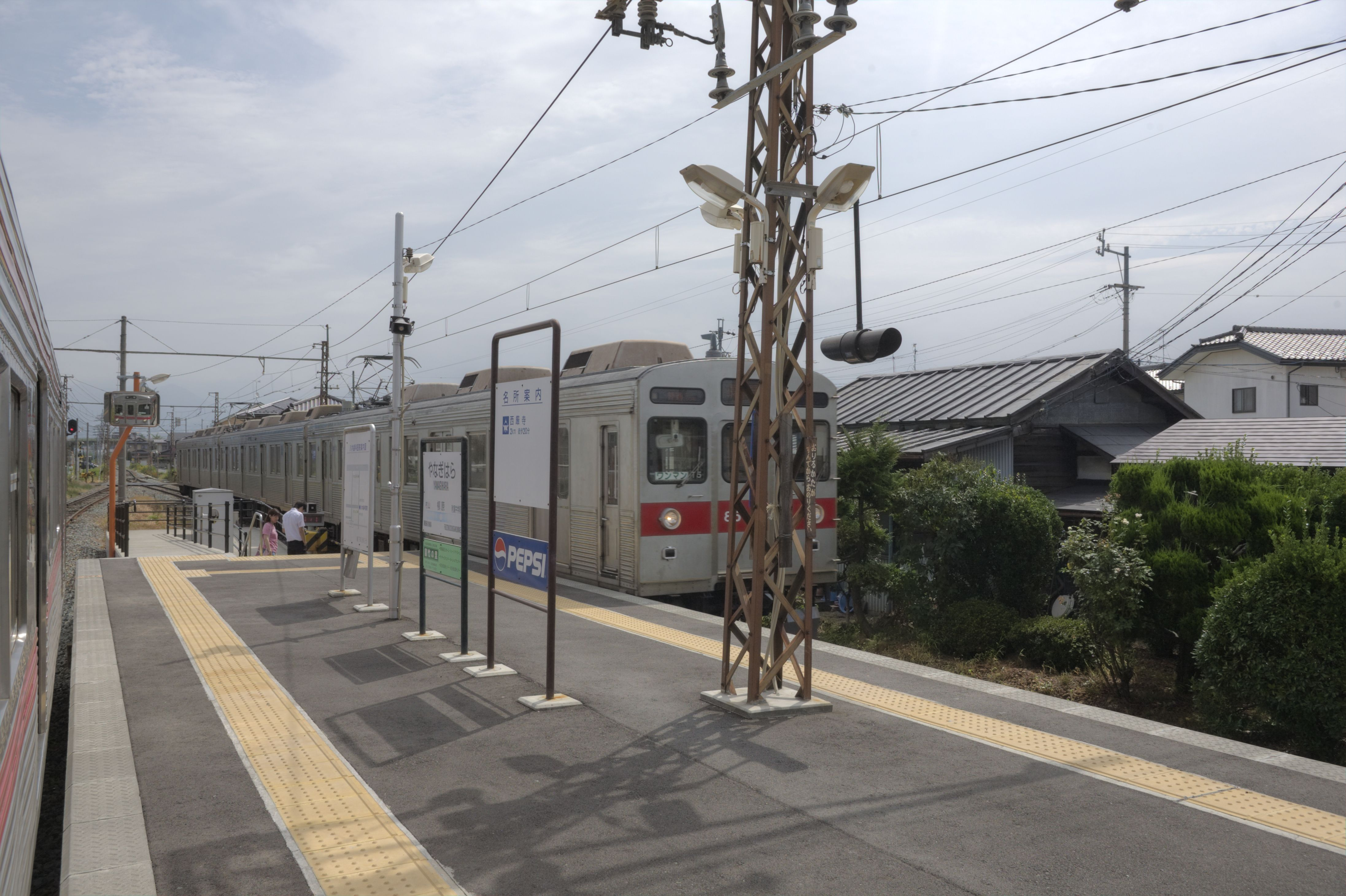
ホーム（2009年8月）

## 利用状況
近年の一日平均乗車人員の推移は下記のとおり。
| 年度   | 一日平均 乗車人員 |
| ------ | ----------------- |
| 2009年 | 532               |
| 2010年 | 557               |
| 2011年 | 565               |
| 2012年 | 579               |
| 2013年 | 563               |
| 2014年 | 597               |
| 2015年 | 626               |
| 2016年 | 641               |
| 2017年 | 652               |
| 2018年 | 633               |
| 2019年 | 590               |

## 駅周辺
この付近に千曲川が流れており須坂市との境界線が控えた場所ともなっている。

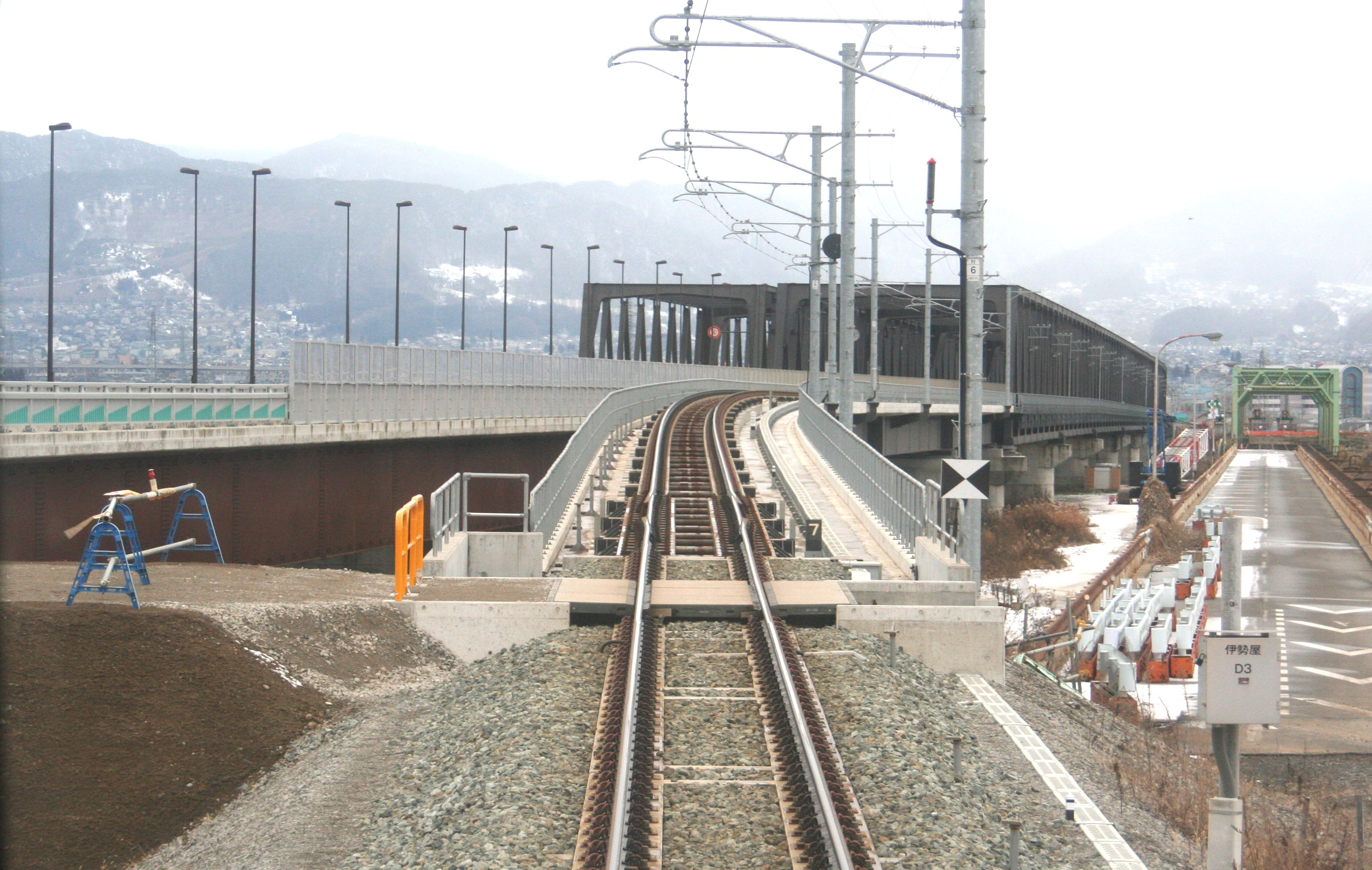
新旧村山橋

- ながでんハートネット柳原・柳原あやめの里
- 柳原郵便局
- 長野市役所柳原支所[1]
- 長野市民病院[1]
- 長野市東部文化ホール
- 長野市立柳原小学校
- アメリカンドラッグ柳原店
- 千曲川
- 国道18号
- 国道406号
- アピナ村山店
- 村山橋

- 新旧村山橋

## バス路線
駅北側の市道上に長電バスの柳原駅停留所、南側の国道18号上に長電バスの柳原中央停留所、駅前の広場に長野市乗合タクシーの柳原駅停留所がある。
長野電鉄と長電バスの「電車・バス乗継定期券」の乗継指定駅だが、乗継停留所は柳原駅停留所ではなく柳原中央停留所が指定されている。

### 長電バス
- 51 平林線
  - 長野駅 - 権堂 - 北尾張部 - 柳原中央 - （柳原駅 - 市民病院） - 柳原

- 高速バス（長野〜池袋線）: 柳原

### 長野市乗合タクシー
- 長沼線
  - りんごの湯 - 豊野駅 - 長沼支所 - 市民病院 - 柳原駅（ - 柳原）

## 隣の駅
長野電鉄
■長野線
■A特急・■B特急
通過
■普通
附属中学前駅 (N9) - 柳原駅 (N10) - 村山駅 (N11)